# Czarne (Jelenia Góra)
Czarne – część miasta Jelenia Góra. 
Czarne położone jest w południowej części miasta, blisko odcinka drogi wojewódzkiej nr 367 przebiegającego przez ulicę Sudecką w Jeleniej Górze. Dojeżdżają do niego linie autobusowe nr 1 i 16 z MZK Jelenia Góra. Przepływa przez nie potok Pijawnik.
Pierwsza wzmianka o tej dzielnicy pojawiła się w 1305 roku. W latach 1305 – 1973 podmiejska wieś przez długi czas nosząca nazwę Czarny Strumień (niem. Schwarzbach). Dawna wieś to obecnie ulica Czarnoleska.

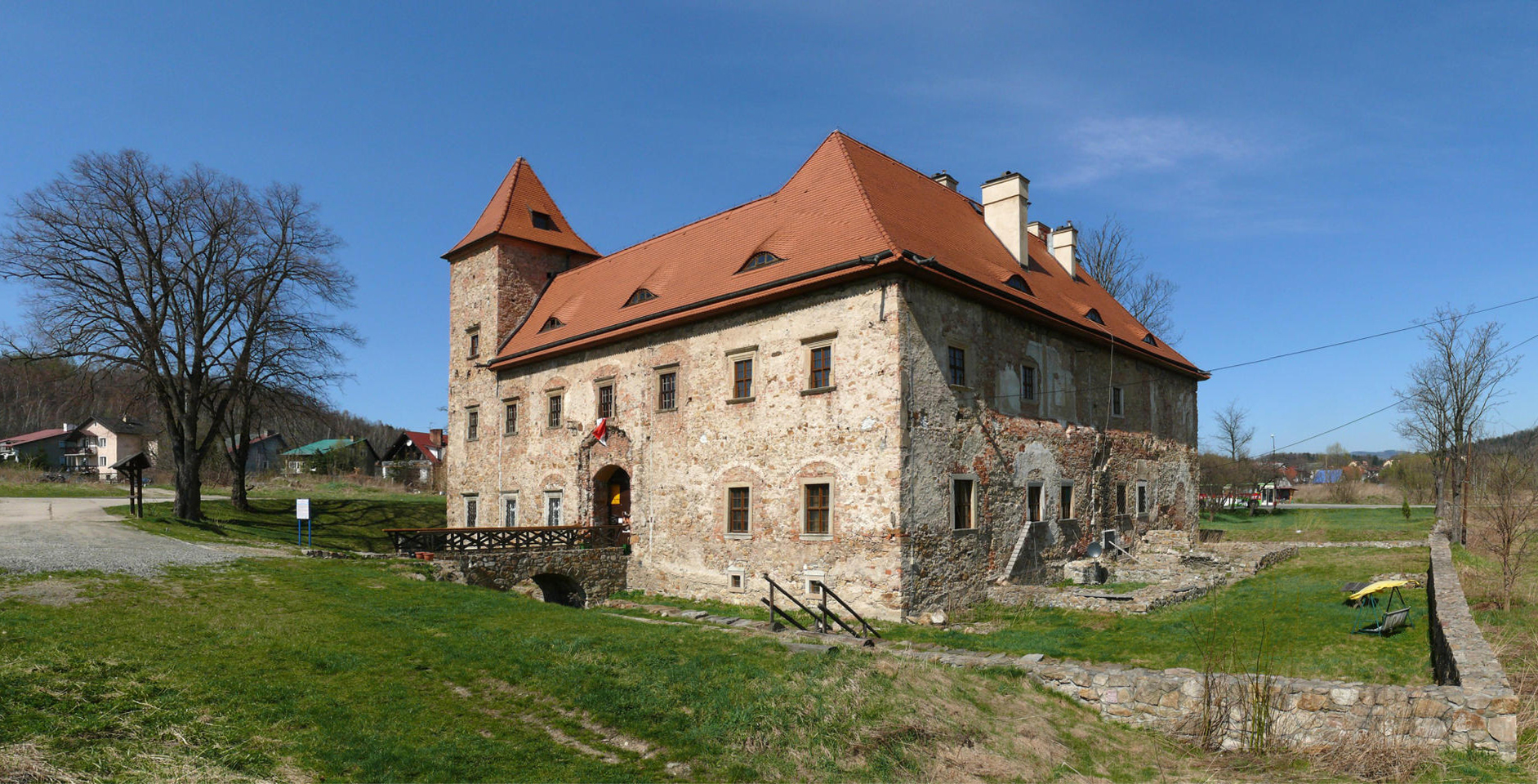
Dwór Czarne na osiedlu Czarne

## Przynależne ulice
- Czarnoleska
- Nowa
- Wrzosowa
- Jaśminowa
- Malinowa
- Poziomkowa
- Kalinowa
- Borówkowa
- Strumykowa
- Mała
- Elizy Orzeszkowej
- Okrężna
- Południowa
- Podleśna
- Lawendowa
- Ks. Jerzego Gniatczyka

## Zabytki
Do wojewódzkiego rejestru zabytków wpisany jest:
dwór Czarne, ul. Strumykowa 2, z 1559 r., przebudowany w XVII-XIX wieku.